# Valdeolmos-Alalpardo
Valdeolmos-Alalpardo est une commune de la communauté de Madrid, en Espagne.